# Radio Neufunkland
Radio Neufunkland war ein kommerzieller Sender aus Reutlingen, der zwischen 1987 und 1991 existierte. Sendestart war am 1. Dezember 1987. Seine Sendefrequenz (UKW 103,4 MHz) teilte Radio Neufunkland mit Radio RT4.
Das Programm war montags bis freitags zwischen 14 und 19 Uhr, samstags von 14 bis 5 Uhr früh und sonntags von 14 bis 18.15 Uhr auf Sendung. Das „Radio vom Neckar bis zum Bodensee“ (Claim) unterschied sich musikalisch deutlich von anderen Sendern, da es, was damals noch ungewöhnlich war, auch Alternative Musik, Black Music und Hip-Hop spielte.
Zu den Moderatoren gehörten u. a. Ken Jebsen (der sich meist „Keks“ nannte und u. a. die Charts-Sendung „Up and down“ präsentierte) und Jörg Pelzer, der später zu SWR3 und SR 1 wechselte und Christian Hörburger mit seinen legendären Wochenüberblicken in schwäbischer Mundart. Auch Fernsehmoderatorin Susanne Stichler („Volle Kanne Susanne“, „Hallo Deutschland“ im ZDF, jetzt u. a. Tagesschau / NDR) fing bei Radio Neufunkland im Frühjahr 1991 zunächst als Praktikantin an.
Heute sendet auf der Frequenz 103,4 MHz Hit-Radio Antenne 1.